# Boana
Boana (лат.) — род бесхвостых земноводных из семейства квакш.

## Распространение
Ареал рода охватывает тропическую Центральную и Южную Америку от Никарагуа до Аргентины, а также Тринидад и Тобаго.

## Описание
Это среднего размера лягушки размером от 4 до 8 см. Наблюдается половой диморфизм: самки крупнее самцов. Голова небольшая, глаза выпуклые с округлыми или ромбическими зрачками. Морда заостренная. Туловище широкое, задние конечности длиннее передних. На всех лапах хорошо развитые перепонки. На задних конечностях по 4 пальца, на передних — по 3 и они более растопыренные. Пяточные шпоры имеют треугольную форму. У самцов есть брачные мозоли и горловой мешок. Окраска преимущественно коричневая, желтоватая, бежевая или зелёная со светлыми оттенками. Брюхо светлее спины.

## Образ жизни
Обитают как в лесистой местности, так и в открытых водоёмах. Активны преимущественно в сумерках. Питаются беспозвоночными, иногда побегами растений.

## Классификация
По данным Amphibian Species of the World на август 2025 года род включает 101 вид:
- Boana aguilari Lehr, Faivovich & Jungfer, 2010
- Boana albomarginata (Spix, 1824) — Жемчужная квакша, или белокаёмчатая квакша
- Boana albopunctatus (Spix, 1824) — Банановая квакша
- Boana alemani (Rivero, 1964)
- Boana alfaroi Caminer & Ron, 2014
- Boana almendarizae Caminer & Ron, 2014
- Boana appendiculata (Boulenger, 1882)
- Boana atlantica (Caramaschi & Velosa, 1996)
- Boana balzani (Boulenger, 1898)
- Boana bandeirantes Caramaschi & Cruz, 2013
- Boana beckeri (Caramaschi & Cruz, 2004)
- Boana benitezi (Rivero, 1961) — Оранжевобрюхая квакша
- Boana bischoffi (Boulenger, 1887) — Исчерченная квакша
- Boana boans (Linnaeus, 1758) — Большая квакша
- Boana botumirim Caramaschi, Cruz & Nascimento, 2009
- Boana buriti (Caramaschi & Cruz, 1999)
- Boana caiapo Pinheiro, Cintra, Valdujo, Silva, Martins, Silva & Garcia, 2018
- Boana caingua (Carrizo, 1991)
- Boana caipora Antunes, Faivovich & Haddad, 2008
- Boana calcarata (Troschel, 1848) — Шпорцевая квакша
- Boana callipleura (Boulenger, 1902)
- Boana cambui Pinheiro et al., 2016
- Boana cinerascens (Spix, 1824) — Зернистая квакша
- Boana cipoensis (Lutz, 1968)
- Boana claresignata (Lutz & Lutz, 1939)
- Boana clepsydra (Lutz, 1925)
- Boana cordobae (Barrio, 1965)
- Boana courtoisae Fouquet, Marinho, Rejaud, Carvalho, Caminer, Jansen, Rainha, Rodrigues, Werneck, Lima, Hrbek, Giaretta, Venegas, Chavez & Ron, 2021
- Boana crepitans (Wied-Neuwied, 1824) — Квакша-гребец
- Boana curupi Garcia, Faivovich & Haddad, 2007
- Boana cymbalum (Bokermann, 1963)
- Boana dentei (Bokermann, 1967) — Большеголовая квакша
- Boana diaboliса Fouquet et al., 2016
- Boana ericae (Caramaschi & Cruz, 2000)
- Boana eucharis Fouquet, Marinho, Réjaud, Carvalho, Caminer, Jansen, Rainha, Rodrigues, Werneck, Lima, Hrbek, Giaretta, Venegas, Chávez & Ron, 2021
- Boana exastis (Caramaschi & Rodrigues, 2003)
- Boana faber (Wied-Neuwied, 1821) — Квакша-кузнец, или булавоногая квакша
- Boana fasciata (Gunther, 1858) — Полосатая квакша
- Boana freicanecae (Carnaval & Peixoto, 2004)
- Boana geographica (Spix, 1824) — Географическая квакша
- Boana gladiator Kohler et al., 2010
- Boana goiana (Lutz, 1968)
- Boana gracilis (Melin, 1941)
- Boana guarinimirim Marinho, Bang, Vidigal & Giaretta, 2022
- Boana guentheri (Boulenger, 1886) — Квакша Гюнтера
- Boana heilprini (Noble, 1923) — Гаитийская квакша
- Boana hobbsi (Cochran & Goin, 1970) — Двухголосая квакша
- Boana hutchinsi (Pyburn & Hall, 1984) — Черноперепончатая квакша
- Boana icamiaba Peloso, Oliveira, Sturaro, Rodrigues, Lima, Bitar, Wheeler & Aleixo, 2018
- Boana itajahy Pinheiro, Dallacorte, Thompson, Comitti, Nakamura & Garcia, 2024
- Boana jaguariaivensis Caramaschi, Cruz & Segalla, 2010
- Boana jimenezi Senaris & Ayarzaguena, 2006
- Boana joaquini (Lutz, 1968)
- Boana lanciformis Cope, 1871 — Ланцетовидная квакша
- Boana latistriata (Caramaschi & Cruz, 2004)
- Boana lemai (Rivero, 1972)
- Boana leptolineata (Braun & Braun, 1977) — Узкотелая квакша
- Boana leucocheila (Caramaschi & Niemeyer, 2003)
- Boana liliae Kok, 2006
- Boana lundii (Burmeister, 1856) — Большерукая квакша
- Boana maculateralis Caminer & Ron, 2014
- Boana marginata (Boulenger, 1887) — Окаймлённая квакша
- Boana marianitae (Carrizo, 1992)
- Boana melanopleura (Boulenger, 1912)
- Boana microderma (Pyburn, 1977) — Белобокая квакша
- Boana multifasciata (Gunther, 1859) — Многополосая квакша
- Boana nigra Caminer & Ron, 2020
- Boana nympha Faivovich at al., 2006
- Boana ornatissima (Noble, 1923) — Пучеглазая квакша
- Boana palaestes (Duellman, De la Riva & Wild, 1997)
- Boana paranaiba Carvalho & Giaretta, 2010
- Boana pardalis (Spix, 1824) — Пантеровая квакша
- Boana pellucens (Werner, 1901) — Прозрачная квакша
- Boana picturata (Boulenger, 1899)
- Boana platanera Escalona Sulbaran, La Marca, Castellanos, Fouquet, Crawford, Rojas-Runjaic, Giaretta, Senaris & Castroviejo-Fisher, 2021
- Boana poaju Garcia, Peixoto & Haddad, 2008
- Boana polytaenia (Cope, 1870) — Бурополосая квакша
- Boana pombali (Caramaschi, Pimenta & Feio, 2004)
- Boana prasina (Burmeister, 1856) — Глянцевая квакша
- Boana pugnax (Schmidt, 1857) — Долинная квакша
- Boana pulchella (Dumeril & Bibron, 1841) — Чесночная квакша, или белополосая квакша
- Boana punctata (Schneider, 1799) — Желтоточечная квакша
- Boana quiriri Pinheiro, Dallacorte, Thompson, Comitti, Nakamura & Garcia, 2024
- Boana raniceps Cope, 1862 — Лягушкоголовая квакша
- Boana rhythmica (Senaris & Ayarzaguena, 2002)
- Boana riojana (Koslowsky, 1895)
- Boana roraima (Duellman & Hoogmoed, 1992)
- Boana rosenbergi (Boulenger, 1898) — Бойцовая квакша
- Boana rubracyla (Cochran & Goin, 1970) — Краснополосая квакша
- Boana rufitela (Fouquette, 1961) — Пёстрая квакша
- Boana secedens (Lutz, 1963) — Замшевая квакша
- Boana semiguttata (Lutz, 1925) — Разнополосая квакша
- Boana semilineata (Spix, 1824)
- Boana sibleszi (Rivero, 1972) — Оранжевопалая квакша
- Boana steinbachi (Boulenger, 1905)
- Boana stellae Kwet, 2008
- Boana stenocephala (Caramaschi & Cruz, 1999)
- Boana tepuiana Barrio-Amoros & Brewer-Carias, 2008
- Boana tetete Caminer & Ron, 2014
- Boana ventrimaculata Caminer & Ron, 2020
- Boana wavrini (Parker, 1936)
- Boana xerophylla (Duméril & Bibron, 1841)

## Фото
- Шпорцевая квакша
- Квакша-гребец
- Зернистая квакша
- Желтоточечная квакша
- Географическая квакша